# Nova Europa
Nova Europa é um município brasileiro do interior do estado de São Paulo, Região Sudeste do país. Sua área territorial é de 160,87 km² e sua população, conforme estatísticas do Instituto Brasileiro de Geografia e Estatística (IBGE) era de 11 355 habitantes em 2020.

## História
As origens do povoamento do Cambuy remontam ao século XIX, quando em 1815, foi concedida uma sesmaria, nos sertões de Araraquara, ao Coronel Joaquim José Pinto de Moraes Leme. Contudo, a colonização iniciou somente em 1906, quando o Governo do Estado adquiriu do Desembargador Bernardo Avelino Gavião Peixoto, um herdeiro do antigo sesmeiro, parte das terras para instalação dos núcleos coloniais de Nova Europa, Nova Paulicéia, e Gavião Peixoto. 
Para atrair imigrantes, foram criados nesses núcleos vários incentivos tais como isenção de pagamento antecipado para aquisição de lotes, e longos prazos de pagamento. A Estrada de Ferro de Dourado fazia em Ribeirão Bonito, conexão com a Companhia Paulista de Estradas de Ferro, uniu estes núcleos em 1908, levando ao rápido escoamento da produção agrícola local. O núcleo de Nova Europa foi assim denominado em homenagem aos imigrantes europeus, se destacou devido à alta produção de café, arroz, algodão, milho, e outros cereais. 

### Formação administrativa
Em divisão de 1911, não figura o Distrito de Nova Europa. O distrito foi criado com a denominação Nova Europa, por Lei Estadual nº 1409, de 30 de dezembro de 1913, no Município de Ibitinga. Nos quadros de apuração do Recenseamento Geral de I-IX-1920, Nova Europa ainda figura como Distrito de Município de Ibitinga. 
A Lei Estadual nº 2085, de 18 de dezembro de 1925, transferia o Distrito de Nova Europa do Município de Ibitinga para o de Tabatinga. 
Em divisão administrativa referente ao ano de 1933, o Distrito de Nova Europa figura no Município de Tabatinga. Em divisões territoriais datadas de 31-XII-1936 e 31-XII-1937, Nova Europa é Distrito judiciário e pertence ao Município de Tabatinga, do termo e comarca de Ibitinga. No quadro anexo ao Decreto-lei Estadual nº 9073, de 31-III-1938, o Distrito de Nova Europa permanece no Município de Tabatinga, assim figurando no quadro fixado pelo Decreto Estadual n.º 9775,de 30-XI-1938, para 1939-1943. 
Em virtude do Decreto-lei Estadual nº 14334, de 30-XI-1944, que fixou o quadro territorial para vigorar em 1945-1948, o Distrito de Nova Europa figura igualmente no Município de Tabatinga, assim como no texto fixado pela Lei nº 233, de 24-XII-1948 para 1949-1953. 
Nova Europa foi elevado à categoria de município, por Lei estadual nº 2456, de 30 de dezembro de 1953,  com a denominação de Nova Europa, desmembrado de Tabatinga. Ficava constituído do Distrito Sede. A sua instalação se verificou no dia 01 de janeiro de 1955. Figurando no quadro territorial para vigorar respectivamente, no período de 1954-1958, o município e figura com o Distrito Sede. 
Em divisão territorial datada de 01-VII-1960, o município ficava constituído do Distrito Sede  Assim permanecendo em divisão territorial datada de 15-VII-1999. 

## Política e administração
- Prefeito:  Luiz Carlos Santos (2021/2024)
- Vice-prefeito: Lidiane Luize Rodrigues
- Presidente da câmara: Jorge Longuine Palhares (2021/2022)

## Infraestrutura

### Comunicações
O sistema de telefones automáticos foi inaugurado na cidade em 1979 pela Telecomunicações de São Paulo (TELESP), que também implantou o sistema de discagem direta à distância (DDD) em 1980 com o código de área (0162).
Na década de 90 o código DDD da cidade foi alterado para (016), para padronização do sistema telefônico com a telefonia celular que estava sendo implantada em todo o estado.

## Religião
O Cristianismo se faz presente na cidade da seguinte forma:

### Igreja Católica
O município pertence à Diocese de Jaú.

### Igrejas Evangélicas
Entre as igrejas protestantes históricas, pentecostais e neopentecostais, encontram-se na cidade:
- Assembleia de Deus Ministério do Belém.[10][11]
- Congregação Cristã no Brasil.[12]